# Philodromus glaucinus
Philodromus glaucinus este o specie de păianjeni din genul Philodromus, familia Philodromidae, descrisă de Simon, 1870. Conform Catalogue of Life specia Philodromus glaucinus nu are subspecii cunoscute.